# Urotheca dumerilli
Urotheca dumerilli — вид змій родини полозових (Colubridae). Ендемік Колумбії. Вид названий на честь французького зоолога Андре-Марі-Констана Дюмеріля.

## Поширення і екологія
Urotheca dumerilli відомі за кількома зразками, зібраними в долині річки Сан-Хуан в департаменті Чоко, на кордоні з Вальє-дель-Каукою. Вони живуть у вологих тропічних лісах. Живляться земноводними, ящірками і безхребетними.